# Splav (plovilo)
Splav je najenostavnejša in verjetno med najstarejšimi oblikami  preprostega plovila, sestavljen je iz medsebojno povezanih debel ali desk, ki ustvarijo na vodi plavajočo ploščad. Najstarejši splavi so bili ponekod zgrajeni tudi iz snopov trstike. 

## Značilnosti
Večina splavov se enostavno spušča po rekah, kljub temu pa so nekateri opremljeni z vesli, krmilom, ali jadrom (lahko z vsem naštetim), in je z njimi možna tudi plovba po morjih  ali celo oceanih, tudi na velike razdalje.
To je dokazal norveški znanstvenik in antropolog Thor Heyerdahl leta 1947, ko je na splavu iz balse Kon Tiki tri mesece in pol uspešno plul od Peruja do otoka v bližini Tahitija, ter s tem potrdil svojo teorijo, ali bi otoke na Tihem oceanu lahko poselili južnoameriški Indijanci.

## Prevoz s splavi
Že od nekdaj so splave uporabljali tudi za prevoze po rekah, predvsem lesa, nepokvarljivega blaga in ljudi, vse do obdobja gradenj hidroelektrarn na rekah, ki so onemogočile to večstoletno tradicijo in obrt. 

### Splavarstvo
Splav je na rekah pravzaprav izrinil iz prometa šajko, ker so novi načini vezave splavov omogočili hitrejše nakladanje in prevoz večjih količin lesa, kar je stroške prevoza temeljito pocenilo. V primerjavi s šajkami, ki so lahko prepeljale okrog 60 kubičnih metrov lesa, so splavi lahko prepeljali okrog 130 kubičnih metrov lesa. 

Leta 1918, ko je nastala nova država in ko se je lesno tržišče za pohorske in kobanske gozdarje razširilo na Hrvaško in v Srbijo se je močno razvilo tudi splavarjenje. V »splavarski ceh« se jih je združilo samo v Dravski dolini okrog 500, od njihovega dela pa je živelo vsaj 2000 ljudi. Ko so v Dravski dolini pomagali pri opravilih tudi italijanski trgovci, tesarji in gozdarji, so slovenskim splavarjem prikazali tudi vezavo lesa na splavih, kar je povzročilo, da so se splavi pričeli imenovati »talijančki«. Vanje je bilo mogoče vgraditi več kvalitetnega, rezanega lesa, ki je bil tržno bolj zanimiv, kot sama hlodovina, saj je bil tudi dražji. Ker je postalo splavarstvo močan gospodarski dejavnik ga graditelji elektrarne Fala niso mogli sprevideti in so bili prisiljeni vgraditi zgodovinsko zelo pomemben kanal za spust splavov. S takšnimi splavi, ko je bilo na enem približno 100 kubičnih metrov lesa so letno prepeljali v Podravino, Banat in Srem okoli 100.000 kubičnih metrov lesa. V tej dejavnosti je bilo zaposlenih približno 700 splavarjev, ki so bili v glavnem iz območja Dravske doline. Med prvo in drugo sv. vojno pa je skozi mesto Maribor na leto preplulo kar 1000 do 1500 takih splavov. Tudi splav je krmarilo šest splavarjev, od katerih je spredaj na desni krmaril kapetan ali »kormoniš«, zadaj na isti strani »ravnjak« in v sredini zadaj je stal tisti, ki je bil še neizkušen in se ga je nekje v Donji Dubravi na Hrvaškem ali pri Borlu krstilo za splavarja. Tako se je še do danes ohranil tradicionalni »splavarski krst«, ki ga negujejo vsa splavarska društva v Sloveniji. Posebej verni splavarji niso bili, priporočali pa so se sv. Miklavžu, ki je bil njihov zavetnik. Z letom 1941 je bilo konec množičnega  splavarstva na Dravi. 
Prvi udarec je dala splavarjem elektrarna Mariborski otok, pozneje pa še niz ostalih elektrarn na reki Dravi. Tudi politična situacija se je spremenila in splavarji so ostali brez dela. Zaposlitev so pričeli iskati drugje, transport lesa pa se je po železnici podražil kar za sedemkrat.